# Моррисон, Джордж
Джордж Эдвард Моррисон (англ. George Edward Morrison, 3 ноября 1922, Трамор, Манстер — 4 августа 2025) — ирландский режиссёр документальных фильмов. Среди его работ — документальный фильм 1959 года «Mise Éire» и «Saoirse?».

## Юные годы
Моррисон родился в Траморе, графство Уотерфорд, 3 ноября 1922 года. Его мать была актрисой в дублинском театре «Гейт», а отец работал неврологом-анестезиологом. Моррисон изучал медицину в Тринити-колледже в Дублине, но бросил учёбу, чтобы реализовать свою мечту и работать в кино.

## Карьера
В начале своей карьеры он помогал режиссёру Хилтону Эдвардсу в двух его фильмах: «Время от времени» и «Гамлет из Эльсинора».
Для «Mise Éire» Моррисон кропотливо собрал исторические кадры событий, связанных с восстанием 1916 года, из архивов по всей Европе. Результат, представленный организацией Gael Linn и вызвавший большой резонанс на кинофестивале в Корке в 1959 году, стал первым полнометражным фильмом на ирландском языке. Моррисон позже рассказал, что ему заплатили 375 фунтов стерлингов за работу над Mise Éire, и никаких дальнейших гонораров он не получал. Фильм разрешили демонстрировать только на ирландском языке, что сократило его аудиторию за пределами Ирландии. Продолжение, «Saoirse?», не пользовалось такой популярностью у ирландской публики, возможно, из-за того, что оно было посвящено Гражданской войне в Ирландии, теме, которая оставалась спорной ещё долгие годы после заключения мира.
В 2007 году Моррисон выпустил «Дублинский день» — документальный фильм о романе Джеймса Джойса «Улисс». В сентябре 2008 года Моррисон стал героем документального фильма под названием «В ожидании света», премьера которого состоялась в Дублине. В феврале 2009 года он получил премию «За пожизненный вклад в индустрию» на ежегодной церемонии вручения ирландских премий в области кино и телевидения, состоявшейся в Дублине.

## Признание
Моррисон был избран в Аосдану в 2005 году. Организация присвоила ему титул си, одну из высших почестей в Ирландии, а в марте 2017 года президент Майкл Д. Хиггинс вручил ему ожерелье, соответствующее этой должности.

## Личная жизнь и смерть
Моррисон женился на Теодоре Фицгиббон 17 сентября 1960 года. Он умер 4 августа 2025 года в возрасте 102 лет.